# Оберто ді Масса-Корсика
Оберто Бротопоррада (італ. Oberto Brotoporrata; д/н–1146) — середньовічний військовий та державний діяч Італійського королівства, 2-й маркіз Масси і Корсики у 1124—1146 роках. Прізвисько походить від замку Поррада.

## Життєпис
Походив з роду Обертенгів, гілки Альбертіні. Син Альберто Руфо, маркіза Східної Лігурії та капітана Корсики, й Джульєтти Пармської.
1094 року після смерті батька розділив з братами родинні володіння, отримавши титул маркграфа Масси-Поррада, а з 1095 року маркграфа Масси і Корсики. Втім першість в управлінні належала старшому братові Уго. У 1100 року разом з братами отримав як феод від Пізанського архієпископа замок Ліворно.
1121 року надав пожертву монастирю Св. Мартина Турського в графстві Тортона. 1124 році після смерті бездітного брата Уго разом з іншим братом Вільгельма, маркізом Масса-Пароді, розділив його володіння. Нащадки останнього після цього звалися також Масса-Пароді-Корсика.
Не зміг зберегти вплив на Корсиці, де все більше посилювалися пізанську купці та Пізанський архієпископ як апостольський вікарій. У 1131 році з початком війни між Генуєю та Пізою за церковний вплив на Корсикою підтримав останню. Його брат Вільгельм став на бік Генуї. після завершення війни у 1133 року та поділу Корсики між генуезькою і Пізанською архієпархіями на північну та південну частини фактично втратив будь-який вплив над островом, залишившись номінальним маркізом Корсики.
До самої смерті близько 1146 року зберігав особисті володіння на Корсиці, зосередившись на розбудові маркізату Масса. Йому спадкував син Альберто Корсо.